# Pogrom w Jedwabnem
Pogrom w Jedwabnem (również: mord w Jedwabnem) – masowe morderstwo żydowskich mieszkańców miasta dokonane 10 lipca 1941 przez polskich mieszkańców miasta Jedwabne, działających z inspiracji niemieckich okupantów, którego ofiarą padło kilkuset polskich Żydów z Jedwabnego i okolic. Rezultatem tej zbrodni była niemal całkowita zagłada Żydów z Jedwabnego. Większość z ofiar została spalona żywcem w stodole jednego z mieszkańców.

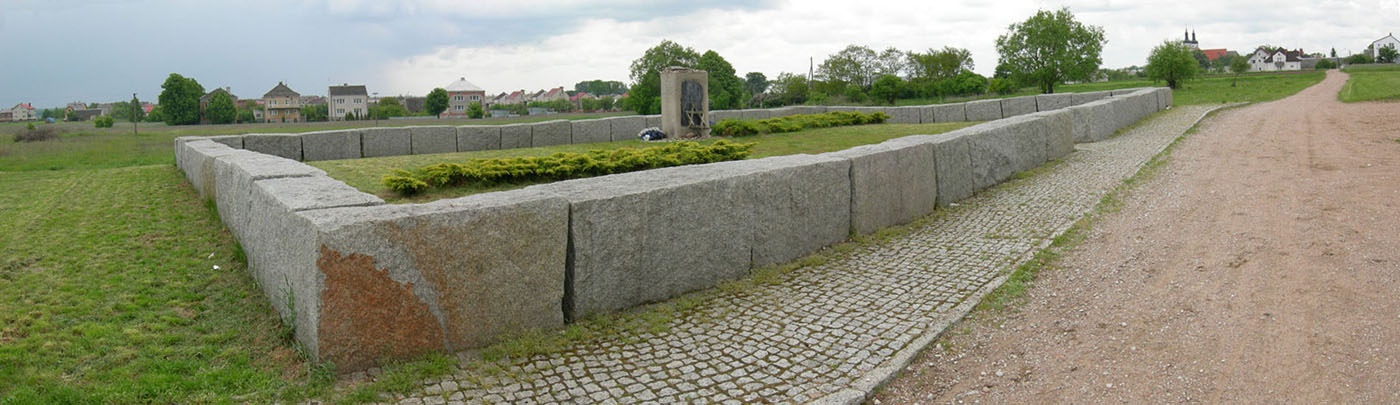
Pomnik w Jedwabnem

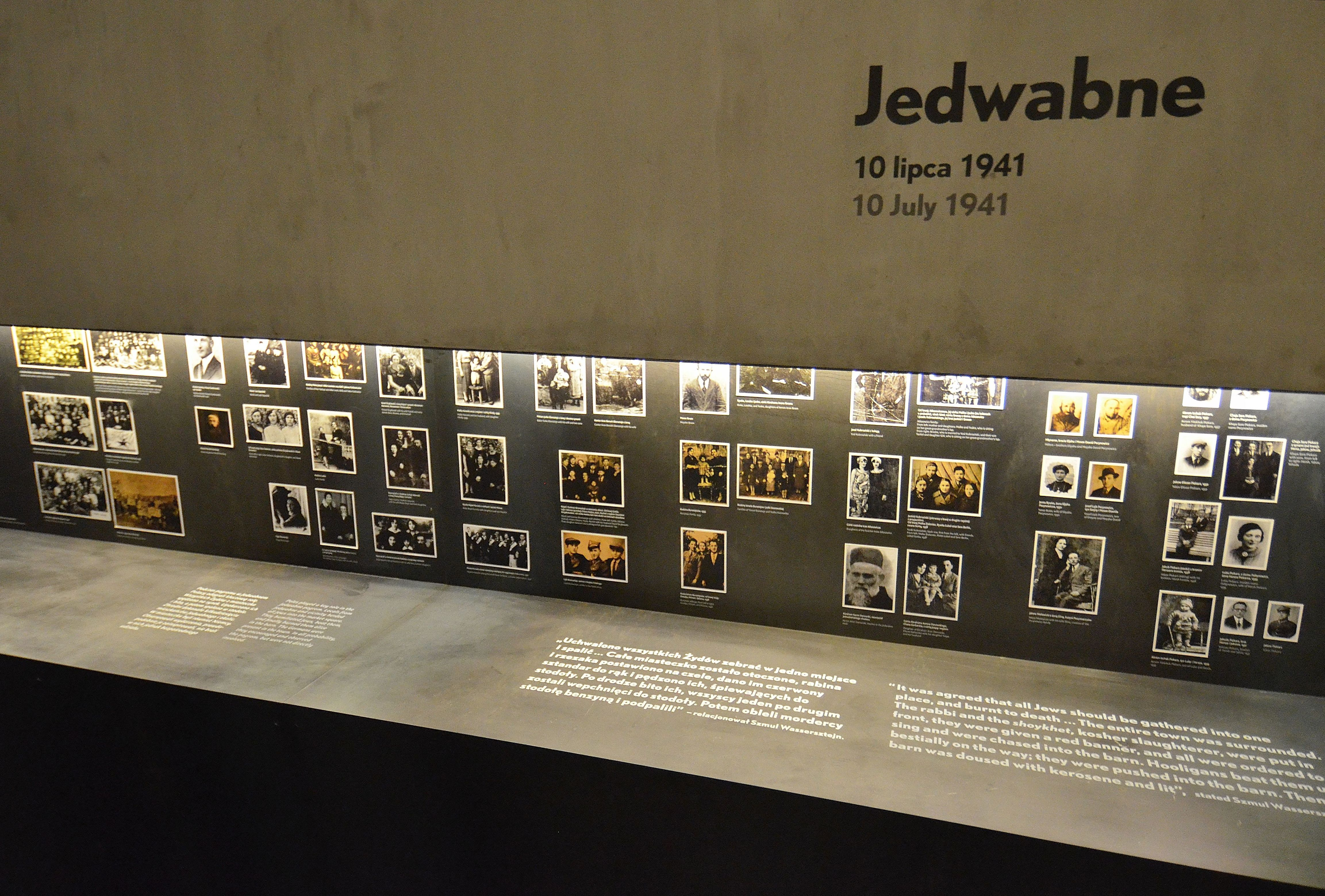
Fragment ekspozycji stałej w Muzeum Historii Żydów Polskich Polin poświęcony pogromowi

## Tło historyczne
Pierwsza źródłowa wzmianka o Jedwabnem pochodzi z połowy XV wieku. Sto lat później osiedlili się tu pierwsi Żydzi, którzy w następnym stuleciu stanowili już większość mieszkańców. W 1736 roku Jedwabne uzyskało prawa miejskie. W 1776 roku miasto nabył Stanisław Rębieliński. Miało to istotny wpływ na strukturę demograficzną Jedwabnego, bowiem w miastach prywatnych, w przeciwieństwie do wielu królewskich, nie obowiązywały ograniczenia w osiedlaniu się Żydów. W XVIII wieku odsetek ludności żydowskiej dochodził do 76%. W połowie XIX wieku Jedwabne liczyło 2400 mieszkańców, w ogromnej większości (82%) Żydów. Trudnili się oni handlem, rzemiosłem i drobną wytwórczością (wytwórnie rękawiczek, wytwórnie trykotowych pończoch). Mimo że mieszkańców przybywało, w 1870 roku Jedwabne straciło prawa miejskie.
W sierpniu 1915 roku w czasie odwrotu wojsk rosyjskich miasto zostało niemal całkowicie zniszczone. Liczba ludności spadła do 700 osób. Po wojnie miasteczko zaczęto odbudowywać. Według spisu powszechnego z 1921 roku Jedwabne zamieszkiwały 1222 osoby, w tym 757 Żydów. Jedwabne starało się o odzyskanie praw miejskich. Do miasta włączono kilka wsi, co zwiększyło liczbę polskich mieszkańców. W listopadzie 1927 roku Jedwabne ponownie uzyskało prawa miejskie. Według spisu z 1931 roku nowe miasto liczyło 2167 mieszkańców, w tym 60% Polaków. W 1935 roku miała miejsce konsekracja nowego kościoła. Drewnianej synagogi, która spłonęła w 1913 roku, nie odbudowano w pierwotnym kształcie, postawiono jedynie niewielki drewniany budynek na podmurówce.
Sympatie polityczne mieszkańców Jedwabnego pokrywały się w dużej mierze ze strukturą demograficzną miasteczka. W wyborach w 1928 roku, a więc już po wyodrębnieniu gminy miejskiej, połowę głosów zdobył Blok Mniejszości Narodowych, 21,5 procent uzyskała lista Katolicka Narodowa, a ponad jedną czwartą przeciwnicy endecji, czyli BBWR, Ludowcy i Socjaliści. W latach 30. wytworzył się układ dwubiegunowy – sanacja przeciw endecji. W tym sensie Jedwabne nieco odbiegało od okolicznych gmin wiejskich, gdzie wpływy endecji zdecydowanie przeważały. Być może to było powodem, że w Jedwabnem nie dochodziło do tak drastycznych antyżydowskich wydarzeń jak np. w pobliskim Radziłowie.
We wrześniu 1939 roku po krótkiej okupacji niemieckiej, o której niewiele wiadomo, Jedwabne przeszło pod okupację sowiecką. Z inicjatywy, cieszącego się dużym autorytetem miejscowego proboszcza, księdza kanonika Mariana Szumowskiego, a także księdza Stanisława Cudnika, proboszcza parafii Burzyn powstała silna organizacja konspiracyjna. Miała ona o tyle wyjątkowy charakter, że w uroczysku Kobielno na bagnach biebrzańskich założono stałą dobrze uzbrojoną bazę partyzancką.
Na skutek donosów polskiego komunisty jedwabieński ośrodek konspiracyjny został rozbity. W zdobytej po zaciętej bitwie bazie w Kobielnie NKWD znalazło listy z nazwiskami zaprzysiężonych konspiratorów. Nastąpiły masowe aresztowania (ponad 180 osób). Kolejnych stu konspiratorów zgłosiło się w ramach nieformalnej amnestii. 25 z nich zwerbowano jako informatorów NKWD. Kolejna fala aresztowań miała miejsce 20 czerwca 1941 roku. Przymusowe deportacje miały objąć kolejnych podejrzanych o udział w konspiracji, a także rodziny wcześniej aresztowanych konspirantów. Atak niemiecki 22 czerwca przerwał tę falę represji. Do Jedwabnego, Radziłowa i okolic powróciło wielu uczestników polskiego ruchu oporu, ukrywających się, uwolnionych z więzień i tych, którym udało się uciec z transportów ewakuacyjnych. Wielu z nich zaangażowało się w tworzenie tymczasowych władz i lokalnych oddziałów samoobrony.
Wojska niemieckie wkroczyły do Jedwabnego 23 czerwca 1941 roku wieczorem. Wkraczających Niemców witano kwiatami. Następnego dnia grupa związanych z antysowieckim podziemiem uzbrojonych w okute kije Polaków napadła na gospodarstwo Aleksandra Wiśniewskiego we wsi Bartki. Był on podejrzewany o współpracę z NKWD i dekonspirację bazy partyzanckiej w Kobielnie. Sam Wiśniewski, a także jego brat ukryli się. Napastnicy pobili jego żonę i podpalili gospodarstwo. Następnego dnia obu braci Wiśniewskich rozpoznano w Jedwabnem. Obu braci, sowieckiego milicjanta, a także trzech Żydów podejrzewanych o współpracę z NKWD bito i torturowano na rynku, a następnie wydano w ręce niemieckich żandarmów, którzy ich zastrzelili. Według relacji Szmula Wasersztajna tego dnia miały miejsce napady na inne domy żydowskie.
Niemieckie oddziały frontowe bardzo szybko opuściły Jedwabne. Na miejscu pozostał ośmio- lub jedenastoosobowy posterunek niemieckiej żandarmerii. Być może dlatego nie ma jednoznacznych informacji o powołaniu w Jedwabnem lokalnej milicji czy samoobrony. Ukonstytuowały się natomiast władze miejskie. Burmistrzem został Marian Karolak, jego zastępcami Eugeniusz Śliwecki i Jan Sobuta, a sekretarzem Józef Wasilewski. To oni byli głównymi organizatorami zagłady jedwabieńskich Żydów.
10 lipca 1941 roku w Jedwabnem można dość dokładnie odtworzyć nie tylko na podstawie relacji świadków, akt procesowych i materiałów z archiwów niemieckich, ale także dzięki porównaniu ze znacznie lepiej udokumentowanymi relacjami z wydarzeń, które rozegrały się trzy dni wcześniej w odległym o kilkanaście kilometrów Radziłowie. Obie zbrodnie przebiegały bowiem według dokładnie tego samego schematu. Były niemal modelowym wypełnieniem instrukcji Reinhardta Heydricha z 29 czerwca 1941 roku. W przesłanych dalekopisem wytycznych szef Głównego Urzędu Bezpieczeństwa Rzeszy pouczał swych podkomendnych:
„W nawiązaniu do już ustnie udzielonych 17 VI w Berlinie wskazówek przypominam co następuje:
Nie należy stawiać przeszkód dążeniom do samooczyszczenia występującym w antykomunistycznych i antyżydowskich kręgach na nowo zajętych obszarach. Przeciwnie, należy je wywoływać, nie pozostawiając śladów, intensyfikować, jeśli to potrzebne, oraz kierować na odpowiednie tory…”.
W obu przypadkach sam przebieg wydarzeń: zgromadzenie Żydów w centralnym punkcie miasteczka, znęcanie się nad nimi, a następnie egzekucja poprzez spalenie w stodole przebiegały niemal identycznie. Z ustaleń Edmunda Dmitrowa, który przeprowadził szczegółową kwerendę w archiwach niemieckich wynika, że jednostką niemiecką, która zainspirowała miejscową ludność do zbrodni w Radziłowie był kilku lub kilkunastoosobowy oddział specjalny wystawiony przez placówkę Gestapo w Ciechanowie-Płocku (Zichenau-Schroettersburg), dowodzony przez SS-Obersturmführera Hermanna Schapera.

## Przebieg wydarzeń
10 lipca 1941 roku do Jedwabnego zaczęli przybywać wozami mieszkańcy sąsiednich miejscowości, według T. Grossa powiadomieni o zaplanowanym wcześniej i mającym się tego dnia wydarzyć zabójstwie żydowskich mieszkańców Jedwabnego, według innych źródeł na wieść o targu. Wieczorem poprzedniego dnia niektórzy jedwabieńscy Żydzi zostali ostrzeżeni przed niebezpieczeństwem. Świadczyłoby to o wcześniejszym zaplanowaniu zbrodni. Ten trop pojawia się także w zeznaniach Józefa Grądowskiego, a także w relacji Szmula Wasersztajna. Kolejnym dowodem na zaplanowany charakter zbrodni są zeznania mówiące o poszukiwaniu stodoły nadającej się – podobnie jak w Radziłowie – do dokonania egzekucji. Od samego rana 10 lipca, polscy mieszkańcy miasta i sąsiednich miejscowości wypędzali Żydów z domów i zapędzali ich na rynek miasta. Tam bili ich i dopuszczali się innych form przemocy, kazali im sprzątać plac i m.in. wyrywać trawę spomiędzy płyt bruku. Kilka uwięzionych tam osób zostało wówczas zamordowanych. W mieście przebywało tego dnia kilku żołnierzy niemieckich, którzy pomagali w spędzaniu Żydów na rynek. Śledztwo IPN nie pozwoliło ustalić, czy byli oni obecni również przy dalszych etapach zbrodni. Nie udało się w sposób jednoznaczny ustalić, jaki był udział Niemców w tych wydarzeniach. Wiadomo, że w Jedwabnem był posterunek niemieckiej żandarmerii zapewne jedenastoosobowy. Według wielu zeznań, a także z relacji Szmula Wasersztajna wiadomo, że 10, a może nawet dzień wcześniej 9 lipca do Jedwabnego „przyjechali gestapowcy taksówkami” i odbyli naradę z władzami miasta. Było to najprawdopodobniej wspomniane już komando pod dowództwem Hermana Schapera. W niektórych zeznaniach powtarza się informacja, że Niemcy fotografowali znęcających się nad Żydami Polaków. Zdjęć, jak dotychczas nie odnaleziono.
Nad zebranymi na rynku znęcano się, w zeznaniach pojawiają się informacje o podpalaniu bród. Grupa przetrzymywanych na rynku żydowskich mężczyzn (około 40–50 osób, w tym rabin) została zmuszona do roztrzaskania pomnika Lenina, który stał na skwerku przy rynku od czasu zajęcia miasta przez wojska radzieckie. Bici i poganiani obnosili fragmenty pomnika na drągach wokół rynku, przy czym kazano im śpiewać „przez nas ta wojna”. Na czele tej szyderczej procesji postawiono sędziwego rabina Awigdora Białostockiego. Około południa grupa polskich mieszkańców Jedwabnego zmusiła tych mężczyzn do zaniesienia rozbitego pomnika pod stodołę Bronisława Śleszyńskiego, znajdującą się za miastem. Tam mężczyźni ci zostali przez prowadzących ich Polaków zabici, a ich ciała razem ze zniszczonym pomnikiem wrzucono do wykopanego wcześniej dołu.
Po południu kolejna grupa jedwabieńskich Żydów została również wyprowadzona z rynku. W grupie tej znajdowały się osoby w różnym wieku, zarówno mężczyźni, kobiety i dzieci. Ludzi tych polscy mieszkańcy Jedwabnego wprowadzili do drewnianej, krytej strzechą stodoły znajdującej się za miastem, a następnie stodołę zamknęli, oblali naftą i podpalili. Pojawiały się pojedyncze relacje, że zdarzenie to dokumentowali fotograficznie Niemcy, jednak zdjęć takich nie odnaleziono. Według ustaleń śledztwa IPN zabójstwo to zostało zaplanowane i dokonane przez polskich cywilnych mieszkańców Jedwabnego i okolicznych miejscowości, w liczbie około 40 mężczyzn uzbrojonych w kije, orczyki i inne narzędzia. Zbrodni dokonano z niemieckiej inspiracji – niemieccy żandarmi i funkcjonariusze SD znajdowali się tego dnia w mieście i swoją obecnością przyzwalali na dokonanie morderstwa.
Jeden z oskarżonych o współudział w zbrodni, Jerzy Laudański, tak opisał w swych zeznaniach dalsze wydarzenia:
„Karolak Marian burmistrz miasta Jedwabnego, wydał nam rozkaz wszystkich Żydów znajdujących się na Rynku zagnać do stodoły ob. Śleszyńskiego Bronisława co i my uczyniliśmy. Przygnaliśmy Żydów pod stodołę i kazali wchodzić co i Żydzi byli zmuszeni wchodzić. Po wejściu do stodoły zamknęli stodołę i podpalili, kto podpalał tego ja nie widziałem. Po podpaleniu ja poszedłem do domu, a Żydzi spalili się w stodole. Wszystkich Żydów było więcej jak tysiąc osób”.
Do podpalenia użyto dwóch baniek nafty wydanych z postsowieckiego magazynu. Nie udało się jednoznacznie ustalić, kto ze sprawców zbrodni podłożył ogień.
Masowemu mordowi, tak samo jak w Radziłowie, towarzyszył rabunek mieszkań pomordowanych, a także obława na tych, którym udało się ukryć. Źródła mówią o konnych patrolach przeczesujących okolicę. Pozostała część mieszkańców Jedwabnego zachowała się biernie w czasie morderstwa i rabunków. Śledztwo IPN nie ustaliło, czy bierność ta wynikała z zastraszenia przez sprawców zbrodni, czy z przyzwolenia na nią.
W lipcu 1941, bezpośrednio po pogromie, w Jedwabnem utworzono getto dla ok. 100 ocalałych Żydów. Zostało ono zlikwidowane jesienią 1942, a ludność żydowską wywieziono do getta w Łomży.

## Liczba ofiar mordu
Po wojnie liczbę ofiar oszacowano na 1600 osób, i taka liczba podana została na pomniku ofiar w Jedwabnem, który stał na miejscu zbrodni do 2001. Powtórzył ją Jan Tomasz Gross w swojej książce „Sąsiedzi” wydanej w 2000 roku. W opracowanym przez Główną Komisję Badania Zbrodni Hitlerowskich w Polsce i Radę Ochrony Pomników Walki i Męczeństwa informatorze encyklopedycznym o obozach hitlerowskich w Polsce z 1979 liczbę ofiar pogromu określono na ok. 900. Instytut Pamięci Narodowej po ekshumacji zwłok w 2001 ocenił ją na nie mniej niż 340 osób.
Ponieważ wiadomo, że w zagładzie Jedwabnego zginęła niemal cała żydowska ludność miasteczka (ocalało nie więcej niż sto osób), większość historyków badających tę zbrodnię ocenia, że ofiarami morderstwa 10 lipca padło około 800–1000 osób.
Według wydanego w 1937 roku „Przewodnika po województwie białostockim” w tym okresie w Jedwabnem mieszkało 2500 osób, z czego 40% było Żydami, natomiast według dokumentów NKWD, w 1940 w Jedwabnem mieszkało 562 Żydów.

## Kontrowersje dotyczące sprawców zbrodni

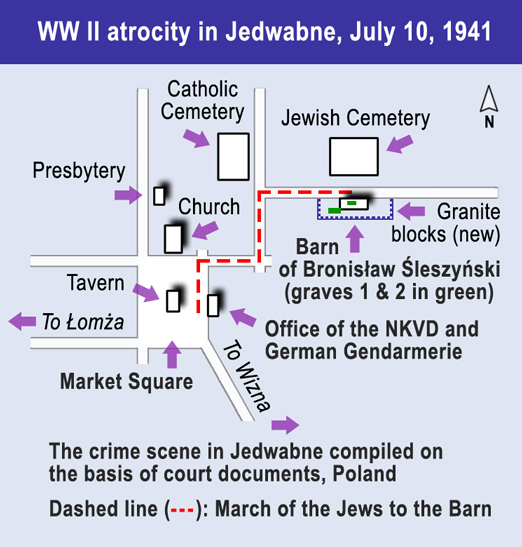
Usytuowanie najważniejszych obiektów w Jedwabnem w 1941 r.

Fakt zaistnienia zbrodni był znany już od dawna, natomiast przez długi czas niejasne pozostawały jej okoliczności i rzeczywisty przebieg. Pierwsze wzmianki o pogromach antyżydowskich w Łomżyńskiem i na Białostocczyźnie dokonywanych przez Polaków pojawiają się w meldunkach polskich władz podziemnych do Londynu już w lipcu 1941 roku.
Pogrom w Jedwabnem stał się znany w Polsce i na świecie za sprawą książki Jana Tomasza Grossa Sąsiedzi. Jan T. Gross określił zbrodnię tę jako pogrom Żydów dokonany przez ich polskich sąsiadów – według niego prowodyrami tego mordu i przywódcami jedwabińskiego tłumu było czterech byłych współpracowników NKWD, którzy w ten sposób próbowali wymazać swoją przeszłość i uwiarygodnić się w oczach nowego okupanta. W okresie okupacji niemieckiej m.in. Jerzy i Zygmunt Laudańscy podjęli współpracę z Niemcami, Karol Bardoń został niemieckim tłumaczem, a w połowie 1942 podjął służbę w niemieckiej policji i podpisał volkslistę.
Stwierdzenia J. T. Grossa wzbudziły dyskusję na temat odpowiedzialności Polaków za morderstwo oraz stopień współodpowiedzialności okupacyjnych wojsk niemieckich. W istocie, zdaniem Dariusza Stoli „Dyskusja o Jedwabnem stała największą, najbardziej ożywioną debatą publiczną o przeszłości polsko-żydowskiej, o II wojnie światowej, niewykluczone, że jest w ogóle największą debatą historyczną w III Rzeczpospolitej.”. W szczytowym momencie dyskusji, wiosną 2001 roku ukazywało się na ten temat ponad 100 tekstów miesięcznie. Niektórzy z autorów podważali ustalenia Grossa zwłaszcza w kwestii liczby ofiar i tożsamości sprawców, w szczególności obecnych wówczas w Jedwabnem Niemców. Ta wielka publiczna debata sprawiła, że podjęto szerokie kwerendy archiwalne i badania historyczne. W ich wyniku nie tylko odkryto ogromne, dotychczas nieznane historykom zasoby archiwalne, zwłaszcza akta procesowe, ale także nieznane wcześniej dokumenty niemieckie. Badania dowiodły, że zbrodnie w Jedwabnem i Radziłowie nie były odosobnionymi incydentami, lecz wpisują się w szerszy kontekst wydarzeń, które rozegrały się na ogromnym obszarze od Estonii po Besarabię latem 1941 roku.
W 2002 Instytut Pamięci Narodowej wydał dwutomową publikację Wokół Jedwabnego pod redakcją Pawła Machcewicza i Krzysztofa Persaka o łącznej objętości ponad 1500 stron, w której znalazły się studia, relacje i dokumenty dotyczące zbrodni w Jedwabnem. W następnych latach ukazywały się kolejne studia i opracowania, dotyczące zarówno zbrodni w Jedwabnem jak i pogromów w sąsiednich miejscowościach.
Tomasz Strzembosz, zbrodnię określali mianem niemieckiej prowokacji. W dyskusji pojawiły się również głosy wskazujące na Niemców jako bezpośrednich sprawców lub współuczestników pogromu, lub twierdzące, że nie można ustalić kto był jego sprawcą.
W trakcie poszukiwań archiwalnych odnaleziono akta majątkowych spraw cywilnych, dotyczące zmarłych żydowskich mieszkańców tego miasteczka, które toczyły się przed Sądem Grodzkim w Łomży w latach 1947–1949. Ze śledztwa zachowało się 45 zeznań złożonych przez 30 mieszkańców miasteczka. Dwudziestu z nich, w 31 zeznaniach wskazało na Niemców jako na sprawców mordu na Żydach w Jedwabnem. W przytoczonej pracy podaje się jednak w wątpliwość wiarygodność owych świadków. Rozpatrywane sprawy nie dotyczyły przebiegu zbrodni ani ustalenia jej sprawców. Postępowania przed sądem grodzkim przebiegały szybko, nie zwracając szczególnej uwagi na pojawiające się w zeznaniach świadków nieścisłości, sprzeczności i ewidentne kłamstwa. Polscy mieszkańcy Jedwabnego nie byli zainteresowani ujawnieniem rzeczywistych sprawców zbrodni. Tym bardziej, że po wojnie na terenie miasta i jego okolic dochodziło do licznych aktów agresji, zemsty, zabójstw na tle politycznym, chęci pozbycia się świadków lub bezpardonowej walki o pożydowskie mienie. Przykładem takich aktów było pobicie Antoniny Wyrzykowskiej i jej ojca, którzy w swoim gospodarstwie ukrywali Żydów. Część zeznających przed sądem osób, w późniejszym okresie została oskarżona o udział w zbrodni. Odnalezione akta są również zapisem procederu nielegalnego przejmowania pożydowskich nieruchomości, znajdujących się w Jedwabnem i Łomży. Uczestnicy procederu odszukiwali nieruchomość pozbawioną właściciela. Na terenie Jedwabnego było to o tyle uproszczone, iż w trakcie wojny zniszczone zostały księgi wieczyste oraz akta stanu cywilnego ludności wyznania mojżeszowego. W takich warunkach postępowanie o odzyskanie utraconego majątku odbywało się tylko na podstawie zeznań świadków. W aferze, podstawione osoby podawały się za krewnych zamordowanych, nieżyjących Żydów, prawowitych właścicieli. Kolejne podstawione osoby uwiarygadniały ich relacje, potwierdzając ich pokrewieństwo. W takich warunkach, sąd na podstawie dekretu z 8 marca 1946 roku o opuszczonych lub poniemieckich majątkach, zwracał nieruchomość „krewnemu” prawowitego właściciela. Wobec natłoku tego typu spraw w powojennej rzeczywistości, cała procedura była uproszczona, a uczestnicy zainteresowani byli jak najszybszym zakończeniem sprawy i przekazaniem majątku podstawionemu spadkobiercy. Po uzyskaniu prawa własności, nieruchomość była jak najszybciej sprzedawana. Pieniędzmi dzielili się między sobą fałszywi spadkobiercy i świadkowie, potwierdzający ich pokrewieństwo z nieżyjącymi, żydowskimi właścicielami

### Śledztwo 1949–1950
W 1949 Sąd Okręgowy w Łomży skazał jednego mieszkańca Jedwabnego, Karola Bardonia, na karę śmierci za bezpośredni udział w mordowaniu ludności żydowskiej (zamienioną w drodze łaski na karę 15 lat pozbawienia wolności), 9 mieszkańców – na kary więzienia za pomoc w zabójstwie (jedną osobę na 15 lat, trzy na 12 lat, dwie na 10 lat i pięć na 8 lat więzienia), a 12 innych oskarżonych uniewinnił. W 1950 dwie osoby skazane w 1949 zostały uniewinnione przez Sąd Apelacyjny w Białymstoku.
Żaden z 10 skazanych za udział w zbrodni mężczyzn nie odbył w całości orzeczonej kary. Karol Bardoń zmarł w 1953 w Więzieniu Karno-Śledczym w Szczecinie.
Ówczesne postępowanie dowodowe było – zdaniem IPN, prowadzone pobieżnie, gdyż:
- nie sprawdzono pojawiających się w materiale dowodowym informacji o zaangażowaniu kilkudziesięciu innych mieszkańców w pogromie i w rabowaniu mienia pomordowanych,
- nie ustalono dokładnego przebiegu zdarzeń, liczby oraz narodowości ofiar ani liczby żołnierzy lub funkcjonariuszy niemieckich obecnych na miejscu, ani ich jednostek.

W opinii Tomasza Strzembosza dla śledczych z UB, jak również prokuratorów i sędziów, obecność Niemców w czasie zbrodni była oczywista. Jednak ze względu na ich niedostępność to Polacy stali się podmiotem śledztwa. Zeznania mieszkańców miasteczka, wymuszane torturami przez funkcjonariuszy UB, były następnie odwoływane na sali sądowej.

### Śledztwo IPN (2000–2004)
Od 2000 roku IPN prowadził postępowanie w sprawie tego pogromu (śledztwo wszczęto 1 września 2000). W toku postępowania przesłuchano 111 żyjących świadków. Postanowieniem z 30 czerwca 2003 śledztwo umorzono z powodu niewykrycia innych żyjących sprawców zbrodni niż ci, którzy wcześniej zostali osądzeni przez polski wymiar sprawiedliwości.
Przeprowadzone w latach 2000–2004 śledztwa wykazały, że w mordowaniu ludności żydowskiej brała udział część polskich mieszkańców Jedwabnego. Według ustaleń Instytutu Pamięci Narodowej rola Polaków była decydująca o zrealizowaniu zbrodniczego planu, i byli oni wykonawcami zbrodni, ale można przyjąć, że została dokonana z niemieckiej inspiracji.
W pobliżu stodoły w Jedwabnem znaleziono około dwustu łusek lub innych części amunicji oraz części uzbrojenia, a w masowej mogile znaleziono przedmiot, który wstępnie uznano za płaszcz pocisku kalibru 9 mm. 20 grudnia 2001 śledztwo IPN potwierdziło, że znalezione przedmioty pochodziły prawdopodobnie z okresu I wojny światowej lub najwcześniej z roku 1942. Ekspertyza wykazała, że fragment metalu znaleziony w mogile nie był elementem amunicji, lecz metalowym przedmiotem nieznanego zastosowania.
Śledztwo IPN wyjaśniło wiele wątpliwości dotyczących przebiegu tej zbrodni m.in.:
- Podczas ekshumacji grobu osób spalonych w stodole, znajdującego się w obrębie fundamentów stodoły, natrafiono na drugi grób, w którym znajdowały się osmalone fragmenty statui Lenina. „Nasunęło to przypuszczenie, iż w miejscu tym znajduje się druga zbiorowa mogiła mężczyzn, którzy w dniu 10 lipca 1941 r. nieśli fragmenty rozbitego pomnika Lenina”[45]. Wcześniej sądzono, iż mężczyzn tych zabito i zakopano na cmentarzu[g].
- W obu mogiłach według biegłych antropologów i medyków sądowych znajdować się mogły szczątki około 300-400 osób[46]. Liczba 1600 ofiar, którą ustalono w śledztwach w latach 50. i która padła w książce Sąsiedzi Jana T. Grossa, nie znalazła potwierdzenia w toku prowadzonego śledztwa[47].
- W śledztwie podważono wiarygodność zeznań jednego ze świadków – Szmula Wasersztejna, na którego zeznania powoływał się Jan T. Gross. W postanowieniu stwierdza się m.in.: Dzień 10 lipca 1941 r. w biografii Szmula Wasersztejna jest przedstawiony jako trwające od rana pasmo pastwienia się nad Żydami oraz okrutnych morderstw. Dokonała tego ludność miasteczka. Nie było natomiast widać członków miejscowego posterunku policji niemieckiej. Autor biografii podał, że na ulicach widział trupy młodych kobiet z rozpłatanymi brzuchami, zwłoki dzieci pokrojonych na kawałki, nagie kobiety z pośladkami pociętymi brzytwami. Na ulicy cmentarnej leżała kupa trupów. Abstrahując od oczywistego okrucieństwa zbrodni (...), powyższe fakty nie znajdują zupełnie potwierdzenia w materiałach czynności przeprowadzonych w śledztwie[48].
- Liczni przesłuchani świadkowie stwierdzili, iż umundurowani Niemcy asystowali przy wyprowadzaniu Żydów na rynek miasta, jednak w świetle zgromadzonych dowodów nie potwierdzono ich roli w późniejszej zbrodni, gdyż zeznania świadków w tym zakresie różnią się zasadniczo. Wielu świadków powtarzało, iż Niemcy wykonywali zdjęcia fotograficzne dokumentujące pogrom[49].
- W postanowieniu IPN uznano, iż zasadne jest przypisanie Niemcom sprawstwa sensu largo (w szerokim znaczeniu), natomiast sprawcami sensu stricto (bezpośrednimi) byli polscy mieszkańcy Jedwabnego i okolic w liczbie co najmniej około 40[42].

Śledztwo IPN nie dało odpowiedzi na wszystkie istotne pytania, a mianowicie:
- W postanowieniu stwierdzono, iż grupę co najmniej 40 osób zabito w nieustalony sposób. 30 maja 2001 r. na polecenie ministra sprawiedliwości Lecha Kaczyńskiego rozpoczęto czynności ekshumacyjne, jednak „zabroniono podnoszenia kości”. „Eksperci wskazali, że nakazany sposób postępowania wyklucza możliwość udzielenia odpowiedzi na szereg istotnych pytań, np. co do liczby zwłok oraz przyczyn śmierci poszczególnych ofiar”[50]. Kwestię ekshumacji konsultowano ze stroną żydowską. Rabin Warszawy i Łodzi Michael Schudrich powiedział: „Szacunek dla kości naszych ofiar jest dla nas ważniejszy niż wiedza, kto zginął i jak, kto zabił i jak”. Ostatecznie ustalono, iż celem ekshumacji ma być jedynie ustalenie liczby pomordowanych oraz weryfikacja hipotezy o istnieniu innych grobów[51]. Ograniczony zakres prac ekshumacyjnych (bez przenoszenia kości) opisuje powstały w ramach śledztwa IPN raport kierownika badań archeologicznych, prof. Andrzeja Koli, który krytycznie odniósł się też do ograniczenia zakresu prac[52]. Po otwarciu obu odnalezionych grobów oraz wizualnej ocenie szczątków ofiar w dniu 4 czerwca 2001 r. czynności ekshumacyjne przerwano, jak stwierdzono „z powodu wyczerpania możliwości badawczych”[53].
- Grupa osób, której przyczyny śmierci nie ustalono, to mężczyźni, którzy w dniu zbrodni nieśli fragmenty rozbitego popiersia Lenina. Jak ustalono, osoby te zabito i wrzucono do grobu przed podpaleniem stodoły[47]. Śledztwo IPN wykluczyło fakt użycia broni palnej przy stodole w dniu pogromu[54], i potwierdziło relacje, że mężczyzn tych zabito wewnątrz stodoły, po czym pochowano w grobie razem z wrzuconym tam pomnikiem. Pojawiające się na początku śledztwa IPN sugestie o tym, że część osób zastrzelono nie uzyskały potwierdzenia[h]. Mimo to nie udało się ustalić sposobu, w jaki osoby te zostały zabite. Polacy biorący udział w zbrodni, jak ustalono, byli wyposażeni jedynie w kije, orczyki i inne proste narzędzia[42].

W 2002 Instytut Pamięci Narodowej wydał dwutomową publikację Wokół Jedwabnego pod redakcją Pawła Machcewicza i Krzysztofa Persaka o łącznej objętości ponad 1500 stron, w której znalazły się studia, relacje i dokumenty dotyczące zbrodni w Jedwabnem. Zawiera ona wszystkie dostępne materiały archiwalne.
W 2017 prokurator Oddziałowej Komisji Ścigania Zbrodni przeciwko Narodowi Polskiemu w Białymstoku przesłuchał świadka pogromu – 90-letnią mieszkankę Orzysza. W wydanym komunikacie Instytut poinformował, że w toku przesłuchania nie podała ona jednak ani nowych, nieznanych dotychczas okoliczności dotyczących przebiegu wydarzeń, ani jego sprawców, w związku z czym nie wystąpiły okoliczności uzasadniające wznowienie prawomocnie umorzonego śledztwa.

## Wydarzenia w roku 60. rocznicy

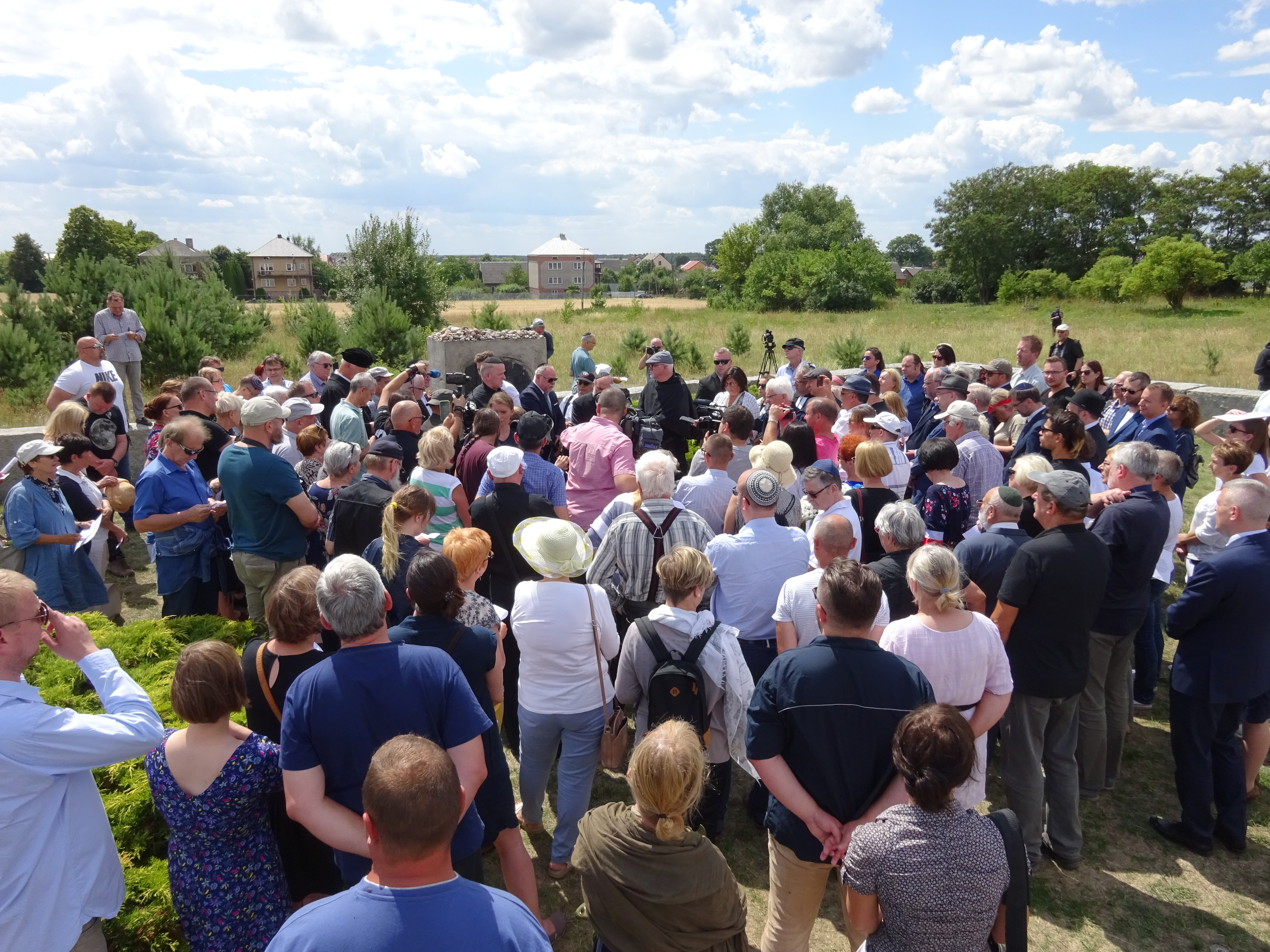
Obchody 77. rocznicy pogromu w Jedwabnem – 10 lipca 2018

W lutym 2001 z wizytą do Stanów Zjednoczonych udał się prezes IPN Leon Kieres. W wywiadzie dla korespondenta „Rzeczpospolitej” powiedział: wiemy, iż sprawcami tej zbrodni byli Polacy. W marcu w wywiadzie dla izraelskiego dziennika „Yedioth Ahronoth” Prezydent RP Aleksander Kwaśniewski oznajmił: To było ludobójstwo dokonane przez Polaków z Jedwabnego na ich żydowskich sąsiadach. 10 lipca 2001 roku, w czasie obchodów 60. rocznicy tej tragedii Aleksander Kwaśniewski, w obecności ambasadora Izraela Szewacha Weissa, oficjalnie, w imieniu swoim oraz tych Polaków, których sumienie jest poruszone tamtą zbrodnią, przeprosił za nią. Spotkało się to z krytyką części środowisk politycznych, niezgadzających się aby Rzeczpospolita Polska ponosiła odpowiedzialność za tę zbrodnię, gdyż dokonała się ona na terenie okupowanym przez III Rzeszę.

## Upamiętnienie
- W 2001 na miejscu zbrodni odsłonięto pomnik, który zastąpił wcześniejsze upamiętnienie z błędnym napisem[c] o sprawcach pogromu oraz liczbie ofiar[42].
- Pogromowi w Jedwabnem jest poświęcony fragment ekspozycji stałej w Muzeum Historii Żydów Polskich Polin w Warszawie[63] oraz w Muzeum II Wojny Światowej w Gdańsku[64].

## W orzecznictwie sądów
W 2013 roku Sąd Okręgowy w Białymstoku utrzymał w mocy wyrok więzienia w zawieszeniu dla czterech mężczyzn skazanych przez sąd rejonowy w tym mieście za nawoływanie do nienawiści na tle różnic narodowościowych i wyznaniowych (w 2011 roku podczas zgromadzenia publicznego zorganizowanego w celu wyrażenia protestu przeciwko aktom wandalizmu i profanacji skierowanym przeciwko mniejszościom narodowym wznosili oni m.in. okrzyki „Nie przepraszam za Jedwabne”).

## W kulturze
- Wydarzenia w Jedwabnem stanowią kanwę dramatu Tadeusza Słobodzianka Nasza klasa[67]. Utwór został nagrodzony „Nike” 2010.
- Do pogromu nawiązuje Władysław Pasikowski w filmie Pokłosie (2012)[68], a także Wojciech Smarzowski w filmie Wesele (2021)[69].
- W 2021 roku Wojciech Sumliński nakręcił film dokumentalny Powrót do Jedwabnego[70][71][72].